# Markus Münch (piłkarz)
Markus Münch (ur. 7 września 1972 w Nußloch) – niemiecki piłkarz, grający na pozycji obrońcy.

## Kariera piłkarska
Markus Münch karierę piłkarską rozpoczął w drużynie juniorskiej SV Sandhausen. Natomiast profesjonalną karierę rozpoczął w 1990 roku w Bayernie Monahium w 1990 roku. Debiut Müncha w drużynie Bawarczyków miał miejsce w 20 marca 1990 roku na Estádio do Dragão w Porto w wygranym 0:2 rewanżowym meczu wyjazdowym z FC Porto w ramach ćwierćfinału Pucharu Europy, zastępując w 85. minucie Christiana Ziege. Ponieważ Münch w Bayernie Monachium nie zdołał wywalczyć miejsca w podstawowej jedenastce, w 1994 roku przeniósł się do Bayeru Leverksusen, w którym występował do 1996 roku. Potem wrócił do Bawarczyków, gdzie w latach 1996–1998 rozegrał zaledwie 11 meczów.
Następnymi klubami w karierze piłkarskiej Müncha były: FC Köln (1998), włoskie FC Genoa (1998–1999), turecki Beşiktaş Stambuł (1999–2001), gdzie trenerem był jego rodak, były reprezentant RFN – Hans-Peter Briegel, Borussia Mönchengladbach (2001–2003).
W 2003 roku przeniósł się greckiego Panathinaikosu Ateny, w którym pierwszy sezon był najlepszym w karierze Müncha: mistrzostwo Grecji, Puchar Grecji, a także nagroda dla najlepszego Obcokrajowca Superleague Ellada. Po sezonie 2004/2005 Markus Münch w wieku 33 lat zakończył karierę piłkarską.

## Kariera reprezentacyjna
Markus Münch grał również w reprezentacji Niemiec U-20 (2 mecze) i reprezentacji Niemiec U-21 (12 meczów, 2 gole). Natomiast w seniorskiej reprezentacji Niemiec nigdy nie zagrał.

## Sukcesy

### Zawodnicze
Bayern Monachium
- Mistrzostwo Niemiec: 1994, 1997
- Wicemistrzostwo Niemiec: 1991, 1993
- Puchar Niemiec: 1997

Beşiktaş Stambuł
- Wicemistrzostwo Turcji: 2001

Panathinaikos AO
- Mistrzostwo Grecji: 2004
- Wicemistrzostwo Grecji: 2005
- Puchar Grecji: 2004

### Indywidualne
- Obcokrajowiec Superleague Ellada: 2004